# Kalce, Krško
Kalce so naselje v Občini Krško.